# عنکبوت‌های لولوی بزرگ
عنکبوت‌های لولوی بزرگ (نام علمی: Orsolobidae) نام یک تیره از راسته عنکبوت است.